# 袁昌玉
袁昌玉（1954年—），重庆人，汉族，中华人民共和国政治人物、第十一届全国人民代表大会重庆地区代表。
毕业于重庆工商管理硕士学院工商管理专业，是中共党员。担任重庆五矿机械进出口有限公司董事长、总经理，重庆外贸控股（集团）有限公司副董事长。2008年起担任全国人大代表。